# ثابت هادجيتش
ثابت هادجيتش مواليد 7 أغسطس 1957 في سراييفو، جمهورية البوسنة والهرسك الاشتراكية، هو مدرب كرة سلة بوسني ولاعب معتزل. مثّل منتخب بلاده. شارك في دورة الألعاب الأولمبية الصيفية سنة 1984.

## الميداليات
| الميدالية | المسابقة                       |
| --------- | ------------------------------ |
| برونزية   | الألعاب الأولمبية الصيفية 1984 |

## روابط خارجية
- ثابت هادجيتش على موقع الاتحاد الدولي لكرة السلة (الإنجليزية)
- ثابت هادجيتش على موقع ريلجم (الإنجليزية)
- ثابت هادجيتش على موقع سبورتس رفرنس (الإنجليزية)
- ثابت هادجيتش على موقع اللجنة الأولمبية الدولية (الإنجليزية)
- ثابت هادجيتش على موقع أوليمبيديا (الإنجليزية)